# Hossmo landskommun
Hossmo landskommun var en kommun i Kalmar län.

## Administrativ historik
Kommunen inrättades som landskommun i Hossmo socken i Södra Möre härad i Småland när 1862 års kommunalförordningar trädde i kraft. Den uppgick 1952 i Dörby landskommun som 1965 uppgick i Kalmar stad, från 1971 Kalmar kommun.